# Chiesa ed ex monastero degli Olivetani di Montemorcino Nuovo
La chiesa e l'ex Monastero degli Olivetani di Montemorcino, ubicato in piazza della Università, è un complesso monastico del XVIII secolo, sede della Università degli Studi di Perugia.

## Storia dell'ex monastero
L'ex monastero di grande impatto nel panorama cittadino, fu realizzato nel 1740, su committenza dei Monaci Olivetani provenienti dal Monastero di Monte Morcino Vecchio, su progetto di Luigi Vanvitelli, la realizzazione fu affidata a Carlo Murena, (da cui l'attuale nome Palazzo Murena) seguendo un piano che fondesse l’idea di una tradizionale costruzione monastica con quella di un’elegante e funzionale residenza comunitaria. I monaci vi dimorarono per poco tempo, perché nel 1811 il governo napoleonico, a seguito delle soppressioni degli ordini religiosi, vi trasferì l'Università, che aveva come prima sede l’antico edificio di “Piazza del Sopramuro”, ora Piazza G. Matteotti. Il trasferimento fu approvato anche dopo la Restaurazione, pertanto l’ex monastero è tuttora la sede del Rettorato, degli uffici dell’amministrazione e della Biblioteca centrale. Notevoli di interesse sono il chiostro, il portico con l’adiacente giardino pensile. Sulle pareti del vasto atrio è esposto un’importante collezione di calchi con iscrizioni etrusche donate dal conte Giancarlo Connestabile nel 1860.

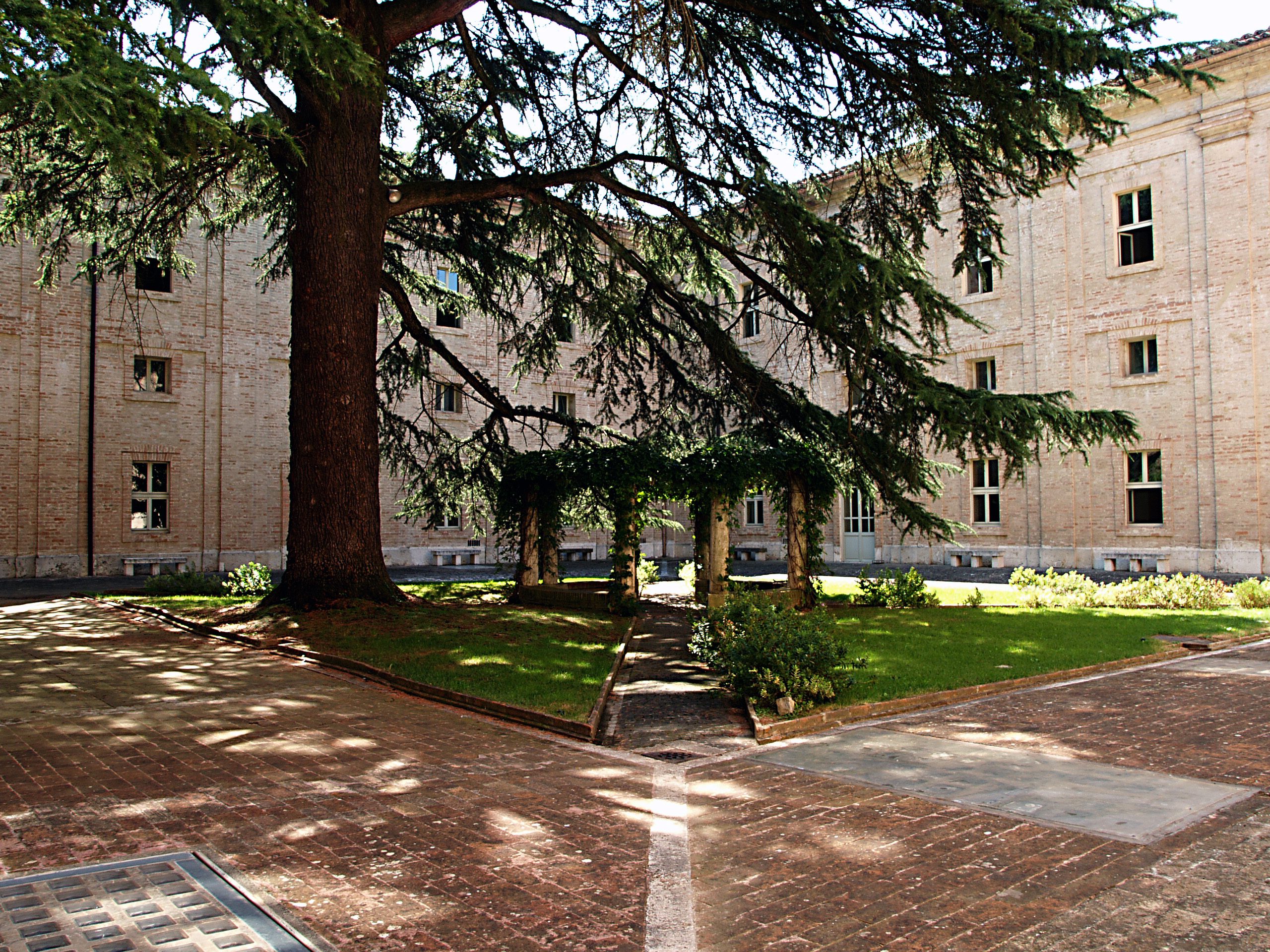
Cedro d'Atlante del Chiostro ex monastero degli Olivetani oggi sede dell'UNIPG

Nel grande chiostro è un secolare cedro dell'Atlante un monumento nel monumento, di 25 m di altezza e 5 di diametro, ai fini della salvaguardia e manutenzione è stato adottato dall'Associazione Alberi Maestri di Bastia Umbra.

## La chiesa
La chiesa, progettata nel 1740 da Luigi Vanvitelli, affianca la grandiosa mole quadrangolare del monastero. È dedicata alla Vergine Annunziata, ha una facciata neoclassica in laterizio, a due ordini. Nella punta al centro è ancora visibile lo stemma dell’Ordine Olivetano: le due palme di olivo con al centro la croce, poggiante su tre monti.

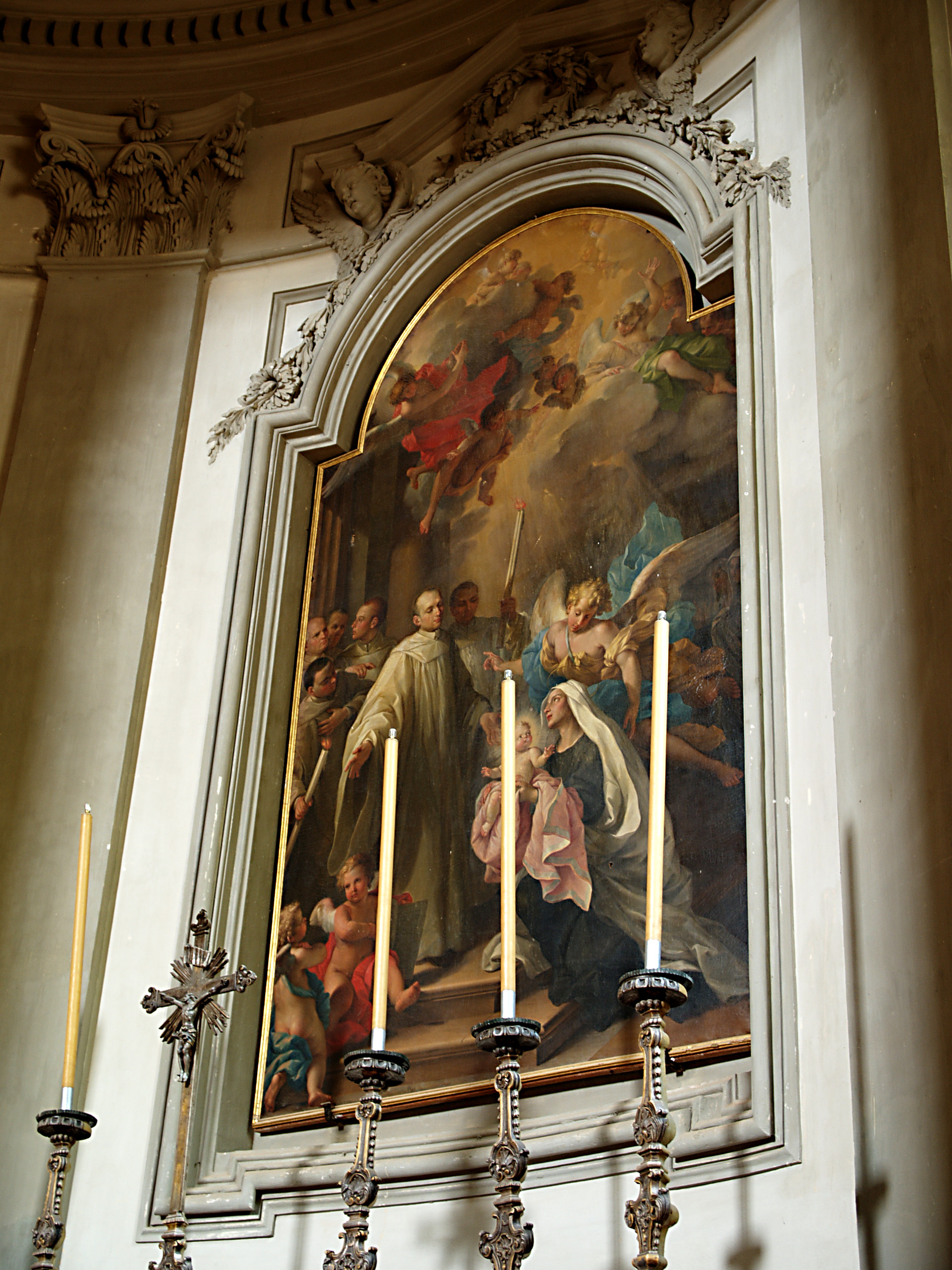
Pala d'altare Chiesa Olivetani di Montemorcino nuovo - Stefano Pozzi - S. Francesca Romana

L’interno, con pianta a croce greca, è uno degli esempi tipici del neoclassicismo vanvitelliano. Era arricchita con opere pittoriche su tela del secolo XVIII realizzate da Stefano Pozzi, Ludovico Mazzanti e Pierre Subleyras che furono portate dai Monaci Olivetani nella basilica di Santa Francesca Romana, una parte demaniate sono ora alla Galleria nazionale dell'Umbria. Di tali opere rimane in loco soltanto la grande tela di Stefano Pozzi Santa Francesca Romana, la Santa fondatrice delle Oblate benedettine di Monte Oliveto, rappresentata davanti al confessore e ad altri monaci, con sopra una gloria di angeli. Nella chiesa riposa il Venerabile Abate Mauro Puccioli, monaco olivetano, morto nel 1650.

## Sconsacrazione e riconsacrazione
Dopo la demanializzazione del governo napoleonico, la chiesa è stata sede dell’Aula Magna dell’Università e della sala del dottorato dove venivano conferite le lauree. È testimonianza di questo periodo le decorazioni murali del XIX secolo ad opera di Lorenzo Carloni, pittore locale, che non presentano temi religiosi ma accademici. Anche le due gigantesche statue grigie, in pietra arenaria, sono del XIX secolo, rappresentano non santi ma professori di Diritto dello Studium Perusinum: i giuristi Bartolo e Baldo, personaggi che si ritrovano affrescati anche nell'antica sala del dottorato nel chiostro della Cattedrale di San Lorenzo. 
L'ex chiesa nel periodo post-unitario è stata sede della Pinacoteca Civica, che raccoglieva il primo nucleo di opere provenienti dalle demanializzazioni, confluite poi nell'attuale Galleria nazionale dell'Umbria, nel Palazzo dei Priori. Dal 1950 è stata riconsacrata ed ogni anno viene svolta la celebrazione per l'inaugurazione dell'anno accademico. Di questa ultima fase sono le due gigantesche sculture in terra cotta colorata, opera del perugino Artemio Giovagnoni (1972) rappresentanti i professori dello Studium Perusinum: l’umanista Francesco Maturanzio e lo scienziato Gentile de Fulgis commissionate da Giuseppe Ermini, rettore dell'Università negli anni '70.